# Danh sách nước theo tỷ lệ giết người cố ý

Tỷ lệ giết người trong 100.000 cư dân năm 2012.
0–1
1–2
2–5
5–10
10–20
>20

Danh sách các nước theo tỷ lệ giết người cố ý là danh sách chứa số vụ mỗi năm trên 100.000 dân .
Độ tin cậy của dữ liệu tỷ lệ giết người cơ bản có thể thay đổi . Định nghĩa pháp lý về "cố ý giết người" cũng có thể khác nhau giữa các quốc gia. Cố ý giết người có thể hoặc không bao gồm trẻ sơ sinh, hỗ trợ tự tử hoặc euthanasia . Theo Văn phòng Liên Hợp Quốc về chống Ma túy và Tội phạm (UNODC) thì cố ý giết người được xác định trong báo cáo Nghiên cứu Toàn cầu về giết người:
Trong phạm vi rộng của những cái chết bạo lực, yếu tố cốt lõi của cố ý giết người là trách nhiệm hoàn toàn của người gây bạo lực trực tiếp, do đó loại trừ các vụ giết người liên quan trực tiếp đến chiến tranh hoặc xung đột, tự gây ra cái chết (tự tử), giết người do can thiệp pháp luật hoặc giết người có lý do chính đáng (như tự phòng vệ), và những cái chết đó xảy ra khi thủ phạm liều lĩnh hoặc cẩu thả nhưng không có ý định lấy đi mạng sống của con người (giết người không cố ý).

## Tỷ lệ theo vùng
| Vùng           | Tỷ lệ | Số lượng |
| -------------- | ----- | -------- |
| Thế giới       | 6.2   | 437.000  |
| Châu Mỹ        | 16.3  | 157.000  |
| Châu Phi       | 12.5  | 135.000  |
| Châu Âu        | 3.0   | 22.000   |
| Châu Đại dương | 3.0   | 1.100    |
| Châu Á         | 2.9   | 122.000  |

## Tỷ lệ theo quốc gia
| Nước / Vùng lãnh thổ                 | Tỷ lệ  | Số lượng | Vùng           | Tiểu vùng   | Năm  | Ghi chú |
| ------------------------------------ | ------ | -------- | -------------- | ----------- | ---- | ------- |
| Burundi                              | 4.03   | 436      | Châu Phi       | Đông Phi    | 2014 |         |
| Comoros                              | 7.60   | 60       | Châu Phi       | Đông Phi    | 2015 |         |
| Djibouti                             | 6.77   | 60       | Châu Phi       | Đông Phi    | 2015 |         |
| Eritrea                              | 7.46   | 390      | Châu Phi       | Đông Phi    | 2015 |         |
| Ethiopia                             | 7.60   | 7,552    | Châu Phi       | Đông Phi    | 2015 |         |
| Kenya                                | 5.75   | 2,648    | Châu Phi       | Đông Phi    | 2015 |         |
| Madagascar                           | 0.62   | 130      | Châu Phi       | Đông Phi    | 2010 |         |
| Malawi                               | 1.78   | 279      | Châu Phi       | Đông Phi    | 2012 |         |
| Mauritius                            | 2.71   | 34       | Châu Phi       | Đông Phi    | 2011 |         |
| Mayotte (Pháp)                       | 5.93   | 12       | Châu Phi       | Đông Phi    | 2009 |         |
| Mozambique                           | 3.39   | 849      | Châu Phi       | Đông Phi    | 2011 |         |
| Réunion (Pháp)                       | 1.82   | 15       | Châu Phi       | Đông Phi    | 2009 |         |
| Rwanda                               | 4.51   | 500      | Châu Phi       | Đông Phi    | 2013 |         |
| Seychelles                           | 2.15   | 2        | Châu Phi       | Đông Phi    | 2010 |         |
| Somalia                              | 5.56   | 599      | Châu Phi       | Đông Phi    | 2015 | notes   |
| Nam Sudan                            | 13.70  | 1,504    | Châu Phi       | Đông Phi    | 2012 | notes   |
| Uganda                               | 11.84  | 4,473    | Châu Phi       | Đông Phi    | 2014 |         |
| Tanzania                             | 7.01   | 3,746    | Châu Phi       | Đông Phi    | 2015 |         |
| Zambia                               | 5.85   | 814      | Châu Phi       | Đông Phi    | 2010 |         |
| Zimbabwe                             | 6.74   | 981      | Châu Phi       | Đông Phi    | 2012 |         |
| Angola                               | 9.65   | 2,414    | Châu Phi       | Trung Phi   | 2015 |         |
| Cameroon                             | 5.93   | 1,385    | Châu Phi       | Trung Phi   | 2015 |         |
| Cộng hòa Trung Phi                   | 13.09  | 642      | Châu Phi       | Trung Phi   | 2015 | notes   |
| Tchad                                | 9.02   | 1,266    | Châu Phi       | Trung Phi   | 2015 |         |
| Cộng hòa Congo                       | 10.88  | 466      | Châu Phi       | Trung Phi   | 2015 |         |
| Cộng hòa Dân chủ Congo               | 13.36  | 10,322   | Châu Phi       | Trung Phi   | 2015 |         |
| Guinea Xích Đạo                      | 3.21   | 27       | Châu Phi       | Trung Phi   | 2015 |         |
| Gabon                                | 9.00   | 155      | Châu Phi       | Trung Phi   | 2015 |         |
| São Tomé và Príncipe                 | 3.44   | 6        | Châu Phi       | Trung Phi   | 2011 |         |
| Algérie                              | 1.37   | 542      | Châu Phi       | Bắc Phi     | 2015 |         |
| Ai Cập                               | 3.23   | 2,703    | Châu Phi       | Bắc Phi     | 2011 |         |
| Libya                                | 2.49   | 156      | Châu Phi       | Bắc Phi     | 2015 | notes   |
| Maroc                                | 1.05   | 355      | Châu Phi       | Bắc Phi     | 2014 |         |
| Sudan                                | 6.45   | 2,596    | Châu Phi       | Bắc Phi     | 2015 | notes   |
| Tunisia                              | 3.05   | 332      | Châu Phi       | Bắc Phi     | 2012 |         |
| Botswana                             | 10.53  | 220      | Châu Phi       | Nam Phi     | 2011 |         |
| Lesotho                              | 38.00  | 764      | Châu Phi       | Nam Phi     | 2010 |         |
| Namibia                              | 16.93  | 388      | Châu Phi       | Nam Phi     | 2012 |         |
| Nam Phi                              | 34.27  | 18,673   | Châu Phi       | Nam Phi     | 2015 |         |
| Eswatini                             | 8.16   | 102      | Châu Phi       | Nam Phi     | 2013 |         |
| Bénin                                | 6.01   | 654      | Châu Phi       | Tây Phi     | 2015 |         |
| Burkina Faso                         | 0.71   | 117      | Châu Phi       | Tây Phi     | 2012 |         |
| Cabo Verde                           | 8.84   | 46       | Châu Phi       | Tây Phi     | 2015 |         |
| Bờ Biển Ngà                          | 11.84  | 2,688    | Châu Phi       | Tây Phi     | 2015 |         |
| Gambia                               | 9.07   | 181      | Châu Phi       | Tây Phi     | 2015 |         |
| Ghana                                | 1.70   | 423      | Châu Phi       | Tây Phi     | 2011 |         |
| Guinée                               | 8.46   | 1,067    | Châu Phi       | Tây Phi     | 2015 |         |
| Guiné-Bissau                         | 9.17   | 169      | Châu Phi       | Tây Phi     | 2015 |         |
| Liberia                              | 3.22   | 135      | Châu Phi       | Tây Phi     | 2012 |         |
| Mali                                 | 10.82  | 1,905    | Châu Phi       | Tây Phi     | 2015 |         |
| Mauritanie                           | 10.22  | 416      | Châu Phi       | Tây Phi     | 2015 |         |
| Niger                                | 4.47   | 788      | Châu Phi       | Tây Phi     | 2012 |         |
| Nigeria                              | 9.79   | 17,843   | Châu Phi       | Tây Phi     | 2015 |         |
| Sénégal                              | 7.30   | 1,105    | Châu Phi       | Tây Phi     | 2015 |         |
| Sierra Leone                         | 1.92   | 124      | Châu Phi       | Tây Phi     | 2015 |         |
| Togo                                 | 9.14   | 668      | Châu Phi       | Tây Phi     | 2015 |         |
| Anguilla (UK)                        | 27.66  | 4        | Châu Mỹ        | Caribbe     | 2014 |         |
| Antigua và Barbuda                   | 11.23  | 10       | Châu Mỹ        | Caribbe     | 2012 |         |
| Aruba (Hà Lan)                       | 3.94   | 4        | Châu Mỹ        | Caribbe     | 2010 |         |
| Bahamas                              | 29.81  | 111      | Châu Mỹ        | Caribbe     | 2012 |         |
| Barbados                             | 10.91  | 31       | Châu Mỹ        | Caribbe     | 2015 |         |
| Quần đảo Virgin thuộc Anh (UK)       | 8.37   | 2        | Châu Mỹ        | Caribbe     | 2006 |         |
| Quần đảo Cayman (UK)                 | 14.74  | 8        | Châu Mỹ        | Caribbe     | 2009 |         |
| Cuba                                 | 4.72   | 534      | Châu Mỹ        | Caribbe     | 2011 |         |
| Dominica                             | 8.40   | 6        | Châu Mỹ        | Caribbe     | 2011 |         |
| Cộng hòa Dominica                    | 17.39  | 1,810    | Châu Mỹ        | Caribbe     | 2014 |         |
| Grenada                              | 7.52   | 8        | Châu Mỹ        | Caribbe     | 2014 |         |
| Guadeloupe (Pháp)                    | 7.90   | 36       | Châu Mỹ        | Caribbe     | 2009 |         |
| Haiti                                | 10.04  | 1,033    | Châu Mỹ        | Caribbe     | 2012 |         |
| Jamaica                              | 43.21  | 1,207    | Châu Mỹ        | Caribbe     | 2012 |         |
| Martinique (Pháp)                    | 2.78   | 11       | Châu Mỹ        | Caribbe     | 2009 |         |
| Montserrat (UK)                      | 20.39  | 1        | Châu Mỹ        | Caribbe     | 2008 |         |
| Puerto Rico (US)                     | 15.86  | 584      | Châu Mỹ        | Caribbe     | 2015 |         |
| Saint Kitts và Nevis                 | 33.55  | 18       | Châu Mỹ        | Caribbe     | 2012 |         |
| Saint Lucia                          | 21.56  | 39       | Châu Mỹ        | Caribbe     | 2012 |         |
| Saint Vincent và Grenadines          | 25.61  | 28       | Châu Mỹ        | Caribbe     | 2012 |         |
| Trinidad và Tobago                   | 30.88  | 420      | Châu Mỹ        | Caribbe     | 2015 |         |
| Quần đảo Turks và Caicos (UK)        | 6.61   | 2        | Châu Mỹ        | Caribbe     | 2009 |         |
| Quần đảo Virgin thuộc Mỹ (US)        | 52.64  | 56       | Châu Mỹ        | Caribbe     | 2010 |         |
| Belize                               | 34.40  | 121      | Châu Mỹ        | Trung Mỹ    | 2014 |         |
| Costa Rica                           | 11.77  | 566      | Châu Mỹ        | Trung Mỹ    | 2015 |         |
| El Salvador                          | 108.64 | 6,656    | Châu Mỹ        | Trung Mỹ    | 2015 |         |
| Guatemala                            | 31.21  | 4,998    | Châu Mỹ        | Trung Mỹ    | 2014 |         |
| Honduras                             | 63.75  | 5,148    | Châu Mỹ        | Trung Mỹ    | 2015 |         |
| México                               | 16.35  | 20,762   | Châu Mỹ        | Trung Mỹ    | 2015 | notes   |
| Nicaragua                            | 11.49  | 675      | Châu Mỹ        | Trung Mỹ    | 2012 |         |
| Panamá                               | 11.38  | 447      | Châu Mỹ        | Trung Mỹ    | 2015 |         |
| Bermuda (UK)                         | 6.45   | 4        | Châu Mỹ        | Bắc Mỹ      | 2015 |         |
| Canada                               | 1.68   | 604      | Châu Mỹ        | Bắc Mỹ      | 2014 |         |
| Greenland (Đan Mạch)                 | 12.46  | 7        | Châu Mỹ        | Bắc Mỹ      | 2015 |         |
| Saint-Pierre và Miquelon (Pháp)      | 15.94  | 1        | Châu Mỹ        | Bắc Mỹ      | 2009 |         |
| Hoa Kỳ                               | 19.82  | 52,988   | Châu Mỹ        | Bắc Mỹ      | 2015 |         |
| Argentina                            | 6.53   | 2,837    | Châu Mỹ        | Nam Mỹ      | 2015 |         |
| Bolivia                              | 12.40  | 1,270    | Châu Mỹ        | Nam Mỹ      | 2012 |         |
| Brasil                               | 26.74  | 55,574   | Châu Mỹ        | Nam Mỹ      | 2015 |         |
| Chile                                | 3.59   | 638      | Châu Mỹ        | Nam Mỹ      | 2014 |         |
| Colombia                             | 26.50  | 12,782   | Châu Mỹ        | Nam Mỹ      | 2015 | notes   |
| Ecuador                              | 8.23   | 1,309    | Châu Mỹ        | Nam Mỹ      | 2014 |         |
| Guyane thuộc Pháp (Pháp)             | 13.17  | 30       | Châu Mỹ        | Nam Mỹ      | 2009 |         |
| Guyana                               | 19.42  | 149      | Châu Mỹ        | Nam Mỹ      | 2015 |         |
| Paraguay                             | 9.29   | 617      | Châu Mỹ        | Nam Mỹ      | 2015 |         |
| Perú                                 | 7.16   | 2,247    | Châu Mỹ        | Nam Mỹ      | 2015 |         |
| Suriname                             | 10.68  | 58       | Châu Mỹ        | Nam Mỹ      | 2015 |         |
| Uruguay                              | 8.42   | 289      | Châu Mỹ        | Nam Mỹ      | 2015 |         |
| Venezuela                            | 57.15  | 17,778   | Châu Mỹ        | Nam Mỹ      | 2015 |         |
| Kazakhstan                           | 4.84   | 853      | Châu Á         | Trung Á     | 2015 |         |
| Kyrgyzstan                           | 5.12   | 304      | Châu Á         | Trung Á     | 2015 |         |
| Tajikistan                           | 1.44   | 117      | Châu Á         | Trung Á     | 2013 |         |
| Turkmenistan                         | 4.20   | 225      | Châu Á         | Trung Á     | 2015 |         |
| Uzbekistan                           | 2.99   | 893      | Châu Á         | Trung Á     | 2015 |         |
| Trung Quốc                           | 0.74   | 10,083   | Châu Á         | Đông Á      | 2014 | notes   |
| Hồng Kông                            | 0.30   | 22       | Châu Á         | Đông Á      | 2015 |         |
| Ma Cao                               | 0.17   | 1        | Châu Á         | Đông Á      | 2015 |         |
| CHDCND Triều Tiên                    | 4.41   | 1,110    | Châu Á         | Đông Á      | 2015 |         |
| Nhật Bản                             | 0.31   | 395      | Châu Á         | Đông Á      | 2014 |         |
| Mông Cổ                              | 7.23   | 214      | Châu Á         | Đông Á      | 2015 |         |
| Hàn Quốc                             | 0.74   | 372      | Châu Á         | Đông Á      | 2014 |         |
| Đài Loan                             | 0.82   | 192      | Châu Á         | Đông Á      | 2015 |         |
| Brunei                               | 0.49   | 2        | Châu Á         | Đông Nam Á  | 2013 |         |
| Campuchia                            | 1.84   | 268      | Châu Á         | Đông Nam Á  | 2011 |         |
| Đông Timor                           | 3.69   | 39       | Châu Á         | Đông Nam Á  | 2010 |         |
| Indonesia                            | 0.50   | 1,277    | Châu Á         | Đông Nam Á  | 2014 |         |
| Lào                                  | 6.87   | 467      | Châu Á         | Đông Nam Á  | 2015 |         |
| Malaysia                             | 1.92   | 540      | Châu Á         | Đông Nam Á  | 2010 |         |
| Myanmar                              | 2.42   | 1,304    | Châu Á         | Đông Nam Á  | 2015 |         |
| Philippines                          | 9.84   | 9,756    | Châu Á         | Đông Nam Á  | 2014 |         |
| Singapore                            | 0.25   | 14       | Châu Á         | Đông Nam Á  | 2015 |         |
| Thái Lan                             | 3.51   | 2,387    | Châu Á         | Đông Nam Á  | 2015 |         |
| Việt Nam                             | 1.52   | 1,358    | Châu Á         | Đông Nam Á  | 2011 |         |
| Afghanistan                          | 6.55   | 1,948    | Châu Á         | Nam Á       | 2012 | notes   |
| Bangladesh                           | 2.51   | 4,035    | Châu Á         | Nam Á       | 2015 |         |
| Bhutan                               | 2.75   | 21       | Châu Á         | Nam Á       | 2014 |         |
| Ấn Độ                                | 3.21   | 41,623   | Châu Á         | Nam Á       | 2014 |         |
| Iran                                 | 4.12   | 3,259    | Châu Á         | Nam Á       | 2015 |         |
| Maldives                             | 0.85   | 3        | Châu Á         | Nam Á       | 2013 |         |
| Nepal                                | 2.27   | 639      | Châu Á         | Nam Á       | 2014 |         |
| Pakistan                             | 7.81   | 13,846   | Châu Á         | Nam Á       | 2012 | notes   |
| Sri Lanka                            | 2.91   | 598      | Châu Á         | Nam Á       | 2013 |         |
| Armenia                              | 2.45   | 74       | Châu Á         | Tây Á       | 2015 |         |
| Azerbaijan                           | 2.45   | 236      | Châu Á         | Tây Á       | 2014 |         |
| Bahrain                              | 0.54   | 7        | Châu Á         | Tây Á       | 2011 |         |
| Síp                                  | 1.29   | 15       | Châu Á         | Tây Á       | 2015 |         |
| Gruzia                               | 2.68   | 108      | Châu Á         | Tây Á       | 2014 |         |
| Iraq                                 | 8.0    | 2,628    | Châu Á         | Tây Á       | 2012 | notes   |
| Israel                               | 1.36   | 110      | Châu Á         | Tây Á       | 2015 | notes   |
| Jordan                               | 2.00   | 144      | Châu Á         | Tây Á       | 2013 |         |
| Kuwait                               | 1.78   | 61       | Châu Á         | Tây Á       | 2012 |         |
| Liban                                | 3.95   | 231      | Châu Á         | Tây Á       | 2015 |         |
| Palestine                            | 0.60   | 26       | Châu Á         | Tây Á       | 2012 | notes   |
| Oman                                 | 1.06   | 34       | Châu Á         | Tây Á       | 2011 |         |
| Qatar                                | 8.10   | 181      | Châu Á         | Tây Á       | 2015 |         |
| Ả Rập Xê Út                          | 1.50   | 472      | Châu Á         | Tây Á       | 2015 |         |
| Syria                                | 2.23   | 463      | Châu Á         | Tây Á       | 2010 | notes   |
| Thổ Nhĩ Kỳ                           | 4.30   | 3,216    | Châu Á         | Tây Á       | 2012 |         |
| Các Tiểu vương quốc Ả Rập Thống nhất | 0.66   | 60       | Châu Á         | Tây Á       | 2015 |         |
| Yemen                                | 6.67   | 1,703    | Châu Á         | Tây Á       | 2013 |         |
| Belarus                              | 3.58   | 340      | Châu Âu        | Đông Âu     | 2014 |         |
| Bulgaria                             | 1.80   | 129      | Châu Âu        | Đông Âu     | 2015 |         |
| Séc                                  | 0.75   | 79       | Châu Âu        | Đông Âu     | 2015 |         |
| Hungary                              | 1.48   | 146      | Châu Âu        | Đông Âu     | 2014 |         |
| Ba Lan                               | 0.74   | 286      | Châu Âu        | Đông Âu     | 2015 |         |
| Moldova                              | 3.19   | 130      | Châu Âu        | Đông Âu     | 2014 |         |
| România                              | 1.49   | 291      | Châu Âu        | Đông Âu     | 2015 |         |
| Nga                                  | 11.31  | 16,232   | Châu Âu        | Đông Âu     | 2015 |         |
| Slovakia                             | 0.88   | 48       | Châu Âu        | Đông Âu     | 2015 |         |
| Ukraina                              | 4.36   | 1,988    | Châu Âu        | Đông Âu     | 2010 |         |
| Đan Mạch                             | 0.99   | 56       | Châu Âu        | Bắc Âu      | 2015 |         |
| Estonia                              | 3.20   | 42       | Châu Âu        | Bắc Âu      | 2015 |         |
| Phần Lan                             | 1.60   | 88       | Châu Âu        | Bắc Âu      | 2015 |         |
| Iceland                              | 0.91   | 3        | Châu Âu        | Bắc Âu      | 2015 |         |
| Ireland                              | 0.64   | 30       | Châu Âu        | Bắc Âu      | 2015 |         |
| Latvia                               | 4.11   | 81       | Châu Âu        | Bắc Âu      | 2015 |         |
| Litva                                | 5.98   | 172      | Châu Âu        | Bắc Âu      | 2015 |         |
| Na Uy                                | 0.56   | 29       | Châu Âu        | Bắc Âu      | 2014 | notes   |
| Thụy Điển                            | 1.15   | 112      | Châu Âu        | Bắc Âu      | 2015 |         |
| Anh Quốc                             | 0.92   | 594      | Châu Âu        | Bắc Âu      | 2014 |         |
| Albania                              | 2.28   | 117      | Châu Âu        | Nam Âu      | 2015 |         |
| Andorra                              | 0.00   | 0        | Châu Âu        | Nam Âu      | 2015 |         |
| Bosna và Hercegovina                 | 1.50   | 57       | Châu Âu        | Nam Âu      | 2015 |         |
| Croatia                              | 0.87   | 37       | Châu Âu        | Nam Âu      | 2015 |         |
| Hy Lạp                               | 0.85   | 93       | Châu Âu        | Nam Âu      | 2015 |         |
| Ý                                    | 0.78   | 469      | Châu Âu        | Nam Âu      | 2015 |         |
| Kosovo                               | 1.60   | 30       | Châu Âu        | Nam Âu      | 2015 |         |
| Malta                                | 0.96   | 4        | Châu Âu        | Nam Âu      | 2015 |         |
| Montenegro                           | 2.72   | 17       | Châu Âu        | Nam Âu      | 2015 |         |
| Bồ Đào Nha                           | 0.97   | 100      | Châu Âu        | Nam Âu      | 2015 |         |
| San Marino                           | 0.00   | 0        | Châu Âu        | Nam Âu      | 2011 |         |
| Serbia                               | 1.13   | 100      | Châu Âu        | Nam Âu      | 2015 |         |
| Slovenia                             | 1.21   | 25       | Châu Âu        | Nam Âu      | 2015 |         |
| Tây Ban Nha                          | 0.66   | 303      | Châu Âu        | Nam Âu      | 2015 |         |
| Macedonia                            | 1.59   | 33       | Châu Âu        | Nam Âu      | 2014 |         |
| Áo                                   | 0.51   | 44       | Châu Âu        | Tây Âu      | 2015 |         |
| Bỉ                                   | 1.95   | 220      | Châu Âu        | Tây Âu      | 2015 |         |
| Pháp                                 | 1.58   | 1,017    | Châu Âu        | Tây Âu      | 2015 |         |
| Đức                                  | 0.85   | 682      | Châu Âu        | Tây Âu      | 2015 |         |
| Liechtenstein                        | 0.00   | 0        | Châu Âu        | Tây Âu      | 2015 |         |
| Luxembourg                           | 0.72   | 4        | Châu Âu        | Tây Âu      | 2014 |         |
| Monaco                               | 0.00   | 0        | Châu Âu        | Tây Âu      | 2008 |         |
| Hà Lan                               | 0.61   | 104      | Châu Âu        | Tây Âu      | 2015 |         |
| Thụy Sĩ                              | 0.69   | 57       | Châu Âu        | Tây Âu      | 2015 |         |
| Úc                                   | 0.98   | 236      | Châu Đại dương | Australasia | 2015 |         |
| New Zealand                          | 0.91   | 41       | Châu Đại dương | Australasia | 2014 |         |
| Fiji                                 | 2.97   | 26       | Châu Đại dương | Melanesia   | 2012 |         |
| Nouvelle-Calédonie (Pháp)            | 3.29   | 8        | Châu Đại dương | Melanesia   | 2009 |         |
| Papua New Guinea                     | 10.42  | 713      | Châu Đại dương | Melanesia   | 2010 |         |
| Quần đảo Solomon                     | 3.77   | 19       | Châu Đại dương | Melanesia   | 2008 |         |
| Vanuatu                              | 2.13   | 6        | Châu Đại dương | Melanesia   | 2015 |         |
| Guam (US)                            | 2.49   | 4        | Châu Đại dương | Micronesia  | 2011 |         |
| Kiribati                             | 7.50   | 8        | Châu Đại dương | Micronesia  | 2012 |         |
| Quần đảo Marshall                    | 4.68   | 2        | Châu Đại dương | Micronesia  | 2013 |         |
| Micronesia, Fed. Sts.                | 4.67   | 5        | Châu Đại dương | Micronesia  | 2015 |         |
| Nauru                                | 1.31   | x        | Châu Đại dương | Micronesia  | 2012 |         |
| Palau                                | 3.11   | 1        | Châu Đại dương | Micronesia  | 2012 |         |
| Quần đảo Cook                        | 3.06   | 1        | Châu Đại dương | Polynesia   | 2012 |         |
| Polynésie thuộc Pháp (Pháp)          | 0.38   | 1        | Châu Đại dương | Polynesia   | 2009 |         |
| Niue                                 | 3.07   | x        | Châu Đại dương | Polynesia   | 2012 |         |
| Samoa                                | 3.15   | 6        | Châu Đại dương | Polynesia   | 2013 |         |
| Tonga                                | 0.95   | 1        | Châu Đại dương | Polynesia   | 2012 |         |
| Tuvalu                               | 20.28  | 2        | Châu Đại dương | Polynesia   | 2012 |         |